# Casino de Paris
Casino de Paris (engelska: Go into Your Dance) är en amerikansk musikalfilm från 1935 i regi av Archie Mayo. Filmen är baserad på romanen Go into Your Dance av Bradford Ropes. I huvudrollerna ses Al Jolson, Ruby Keeler och Glenda Farrell.

## Rollista i urval
- Al Jolson - Al Howard
- Ruby Keeler - Dorothy 'Dot' Wayne
- Glenda Farrell - Molly Howard
- Barton MacLane - Duke Hutchinson
- Patsy Kelly - Irma 'Toledo' Knight
- Akim Tamiroff - Mexikan i La Cucaracha Cantina
- Helen Morgan - Luana Wells
- Sharon Lynn - Nellie Lahey

## Musik i filmen
- "Go Into Your Dance", (1935), musik: Harry Warren, text: Al Dubin, sjungs av: Al Jolson
- "La Cucaracha", trad. mexikansk sång, instrumental
- "Cielito lindo", (1882), text: Quirino Mendoza, sjungs av: Al Jolson
- "(I Wish I Was in) Dixie's Land", (1860), text: Daniel Decatur Emmett, sjungs av: Al Jolson
- "Hot Cha Honeymoon", (1935), musik: Harry Warren, instrumental
- "A Good Old Fashioned Cocktail (With a Good Old Fashioned Gal)", (1935), musik: Harry Warren, text: Al Dubin, sjungs av: Ruby Keeler
- "Mammy, I'll Sing About You", (1935), musik: Harry Warren, text: Al Dubin, sjungs av: Al Jolson
- "About a Quarter to Nine", (1935), musik: Harry Warren, text: Al Dubin, sjungs av: Al Jolson
- "Old Folks at Home", (1851) aka "Swanee River", text: Stephen Foster, sjungs av: Al Jolson
- "Ruby", (1935) aka "The Rehearsal", musik: Harry Warren, instrumental
- "The Little Things You Used to Do", (1935), musik: Harry Warren, text: Al Dubin, sjungs av: Helen Morgan
- "Casino De Paree", (1935), musik: Harry Warren, text: Al Dubin, sjungs av: Al Jolson
- "Pimiento", (1935) aka "Spain", musik: Harry Warren, instrumental
- "She's a Latin from Manhattan", (1935), musik: Harry Warren, text: Al Dubin, sjungs av: Al Jolson